# Villafalletto
Villafalletto – miejscowość i gmina we Włoszech, w regionie Piemont, w prowincji Cuneo.
Według danych na rok 2004 gminę zamieszkiwało 2876 osób, 99,2 os./km².